# Cagny (Somme)
Cagny è un comune francese di 1 287 abitanti situato nel dipartimento della Somme nella regione dell'Alta Francia.

## Storia
La zona fu occupata in epoca preistorica da tribù di cultura acheuleana, durante il paleolitico inferiore.

## Società

### Evoluzione demografica
Abitanti censiti